# 郭柏蔭
郭 柏蔭（かく はくいん、Guō Bǎiyīn、1807年 - 1884年）は、清の官僚。字は遠堂。福建省侯官県出身。
1832年、進士となり、庶吉士に選ばれ、編修の職を授かった。その後、御史・給事中・甘粛甘涼道などを歴任した。1853年、福建省に戻って団練を組織し、小刀会から廈門を奪回し、延平の防衛にあたった。その功により郎中に抜擢された。1862年、曽国藩と会って太平天国との戦いに協力することになり、翌年からは江蘇按察使、江蘇布政使、江蘇巡撫として李鴻章率いる淮軍の糧食の補給にあたった。
1867年、広西巡撫に就任したが、湖北巡撫に異動となった。湖広総督代理も兼ね、天地会の蜂起の鎮圧にあたった。1873年、病のため辞職。

## 著作
- 『天開図画楼文稿』
- 『嘐嘐言』
- 『続嘐嘐言』
- 『変雅断章演義』